# Eriocaulon sphagnicola
Eriocaulon sphagnicola là một loài thực vật có hoa trong họ Eriocaulaceae. Loài này được Ohwi mô tả khoa học đầu tiên năm 1931.